# 三橋一也
三橋一也（みつはし かずや、大正14年 (1925)-平成22年(2010)7月 ）は、日本の造園家。
高崎市生まれ。日本造園修景協会理事、東京都職員（オリンピック施設建設事務所造園課長）として駒沢オリンピック公園などを手がけた。

## 経歴
千葉大学園芸学部の前身千葉農業専門学校に入学し、在学中に青山霊園の設計に関わり、1949年卒業。昭和37年にオリンピック施設建設事務所造園課長。
昭和46年に北部公園緑地事務所長をへて、西部公園緑地事務所長を務めた。
「駒沢オリンピック公園の計画意図と事後評価」で、昭和38年度第3回日本都市計画学会石川賞計画設計部門受賞（堀内亨一、川本昭雄、加藤隆らと）。
1988年第10回日本公園緑地協会北村賞受賞。千葉大学同窓会戸定会では相談役をつとめた。
歴史学者の三橋正は次男。

## 主な著書
- 『生活を明るくする家庭園芸』家の光協会, 1961
- 『趣味の庭づくり全科』家の光協会, 1979
- 『駒沢オリンピック公園』郷学舎 東京公園文庫(10)　1981

### 共著編
- 『庭のデザインブック』石川岩雄共著.大泉書店, 1960
- 『小さな庭づくり 手軽に花を楽しむ』編. サンケイ新聞社出版局, 1970
- 『庭づくり全科』石川岩雄 共著. 家の光協会, 1970
- 『小庭園のつくり方 庭づくりプラン50例』中島宏共著. 鶴書房, 1977
- 『造園植物と施設の管理 造園技術必携 4』中島宏共著. 鹿島出版会 1979年
- 『やさしい庭作り　実例と相談』（カラー園芸入門） 中島宏共著. 主婦の友社 1979
- 『造園植栽の設計と施工』造園技術必携 2,相川貞晴共著. 鹿島出版会, 1981年
- 『落葉樹の整枝と剪定プロのコツ』室星健磨・市川建夫共著. 永岡書店, 1985
- 『小庭づくり カラー実例集』高橋亮共著. 1993 家の光協会
- 『庭園施工管理・庭園用語』(庭園施工自習講座)  中島宏と共著. 加島書店、1996
- 『落葉樹の整枝と剪定プロのコツ/これならズバリ急所がわかる!』共著. 永岡書店, 1997年
- 『常緑樹の整枝と剪定プロのコツ/これならわかる切ってよい枝・悪い枝』共著. 永岡書店, 1998年